# 15 Orionis
15 Orionis ist ein früher Unterriese der Klasse F im Sternbild Orion.